# 北朝鮮の軍事パレード

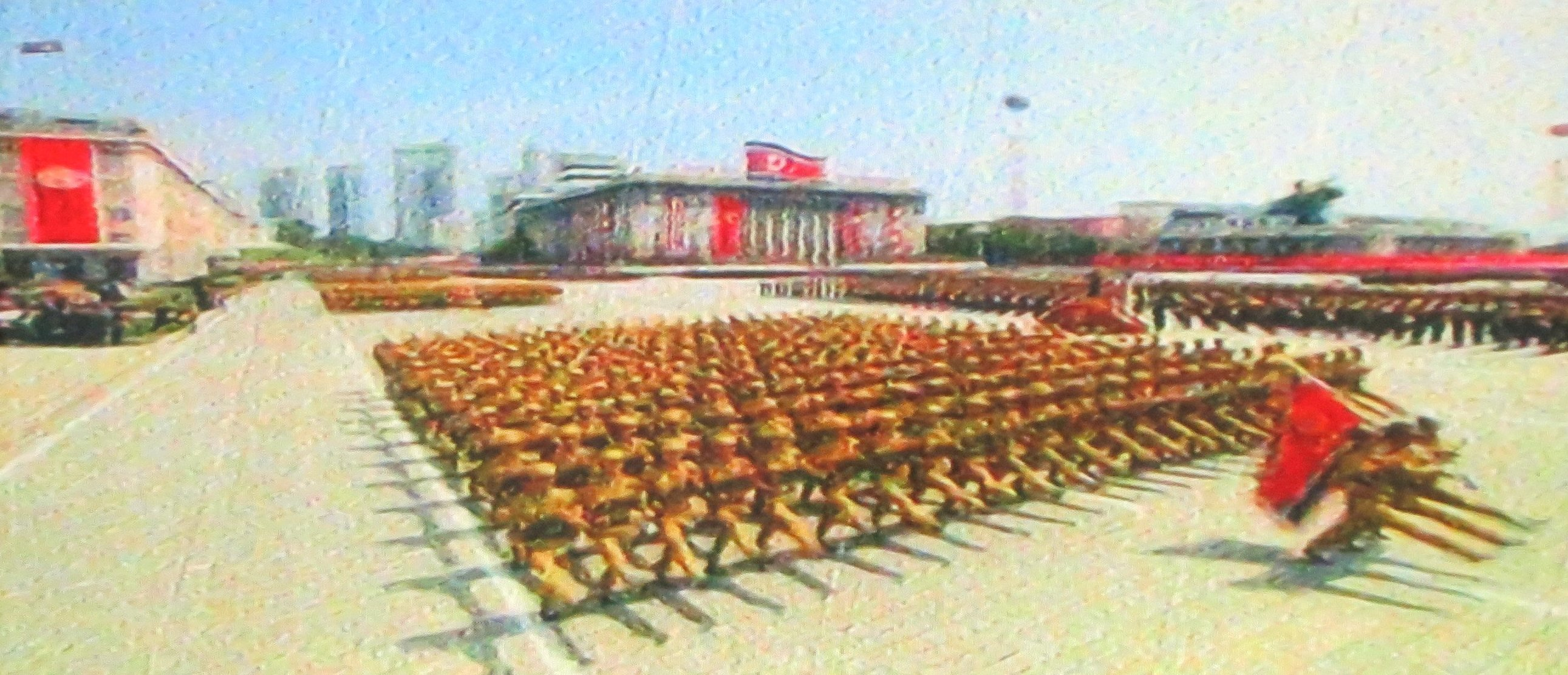
2013年の戦勝パレードで金日成広場を行進する部隊

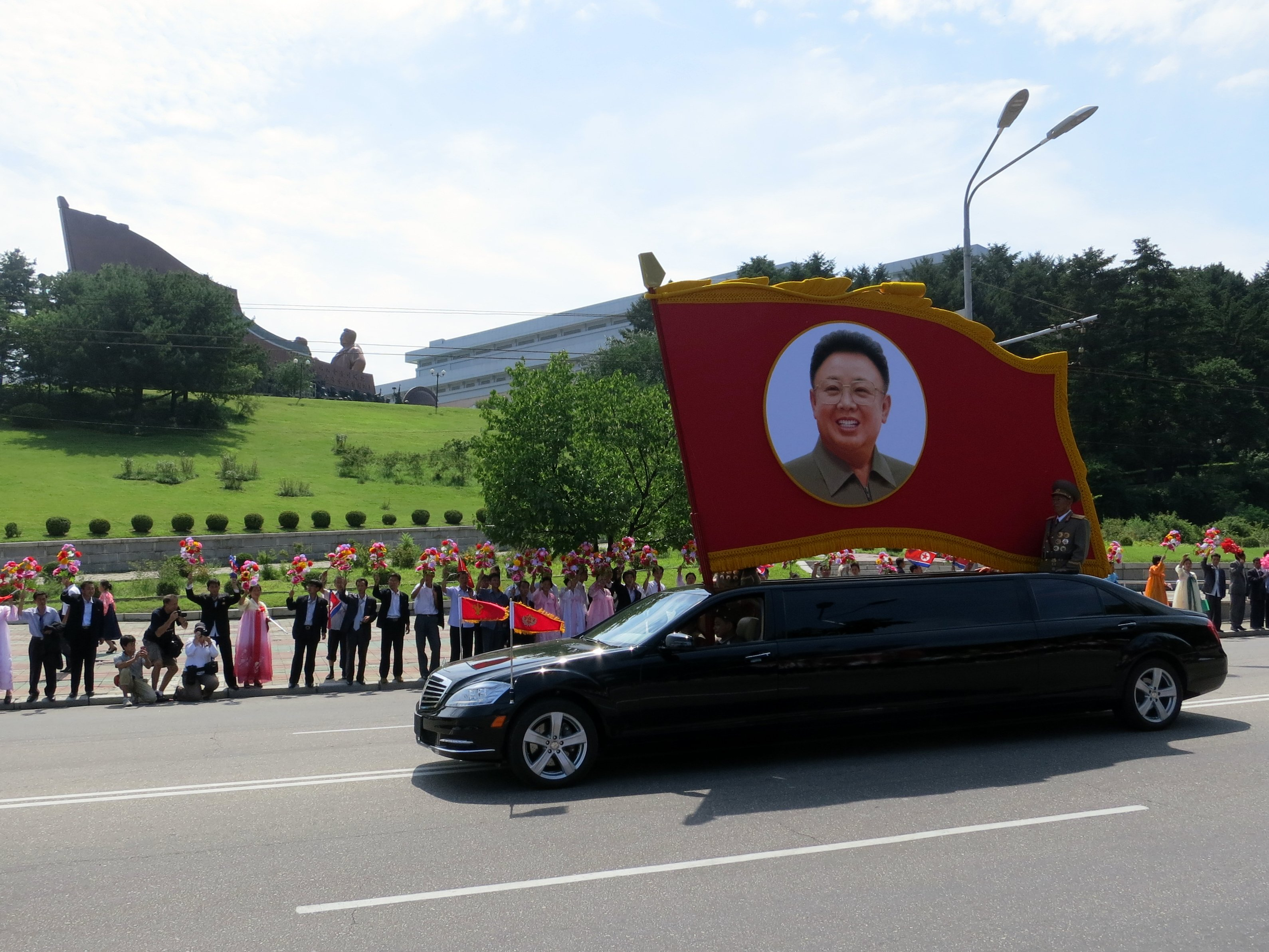
金正日と金日成の肖像画（いわゆる「太陽像」）はこの国の軍事パレードにもよく登場する

北朝鮮の軍事パレード（きたちょうせんのぐんじパレード）では朝鮮民主主義人民共和国の首都平壌で1948年から行われている軍事パレードについて述べる。
すべての軍事パレードは朝鮮人民軍と準軍事組織である労農赤衛隊によるもので、最高指導者（朝鮮労働党の総書記・委員長、国家主席、国防委員会委員長、国務委員長）や党・国家・軍部の幹部らが出席の上、平壌の金日成広場で国家行事として開催されており、これらのパレードは朝鮮中央テレビで放送されている。
一般的に信じられている通念に反し、ほとんどの軍事パレードは5年または10年に一度の記念日（5年または10年に一度）もしくはジュビリー年（例：25周年、40周年、50周年、60周年、70周年）に開催されている。
パレード参加者の多くに特別な記念メダルが授与されるだけでなく、所属する兵舎にも一定の装飾が施される。

## 建軍記念日
朝鮮人民軍創建日に開催されたパレード:

### 1948年
最初の朝鮮人民軍のパレードは1948年の軍創建の当日、平壌駅前で行われ、パレードにはソ連第25軍とソビエト民政庁の将官たちが出席した。金日成が最高指揮官を務めたパレードの第1部には約2万人の北朝鮮兵が参加して注目を集めた。

### 1972年
建軍を1932年まで遡る事になった朝鮮人民軍40周年の祝典の一環として行われたこのパレードは最初のそれより多様な部隊が参加し、特に機動歩兵が含まれていた。平壌防御司令部所属経験のある亡命者が後に語った所によれば、女性将校がパレードの後に虫垂が破裂して倒れ、上官から虫垂炎を隠していた事を褒められたという。

### 1992年
1992年には朝鮮人民軍建軍60周年記念パレードが開催された。2万人以上の現役軍人と1,200点以上の兵器、そして北朝鮮のすべての退役軍人が参加した。朝鮮人民軍最高司令官の金正日はこの軍事パレードの際に初めて公の場で発言を行い、「英雄的朝鮮人民軍の将兵諸君に栄光あれ！」と述べ、広場の群衆から大きな拍手が送られた。 ソ連式のガチョウ足行進を含む最後のパレードであった。 新任の呉振宇元帥が基調演説を行い、同じく新任の金光鎮次帥がパレードを指揮した。

### 2007年
朝鮮人民軍75周年を記念したパレードが行われた。当時朝鮮人民軍総参謀長であった金格植大将が基調演説を行った。3時間遅れでパレードの模様が放送されたが、これは金正日総書記の欠席が理由ではないかと専門家の間では推測されている。

### 2013年
朝鮮人民軍81周年を記念したパレードが行われた。 このパレードは節目の年以外に開催された数少ないパレードのひとつであった。 前年に行われるはずだったパレードは人民軍創建記念日の10日前に金日成生誕100周年記念パレードを行う形に代えられていた。このパレードははじめて錦繍山太陽宮殿の前庭で開催された物で、兵士の行進のみで終わり兵器は登場しなかった。朝鮮人民軍の各方面の司令官が報告を行い、彼らの地域の軍事状況について語った。

### 2018年
2018年、現時点の建軍記念日である2月8日に朝鮮人民軍70周年が祝われた。 記念日が2月8日に戻ってから初めて行われたこのパレードは2018年平昌オリンピックの開会式に意図的に合わせる形で行われたのではないかと推測され、 同じ頃韓国の平昌郡では南北合同選手団が共に入場行進していた。この軍事パレードには朝鮮人民軍の兵士13,000人が参加した。

### 2022年
4月25日の夜、朝鮮人民革命軍の建軍90周年を祝う軍事パレードが行われた。特筆される出来事としては、このパレードの際、国家保衛省の工作員や職員が初めて出現し、久々の登場となった社会安全省に属する女性交通安全員の縦隊が後に続いた。

## 建国記念日
建国記念日 (北朝鮮)に開催されたパレード:

### 1988年
建国40周年を祝っておこなわれた。1989年公開のポーランド映画『金日成のパレード 東欧の見た“赤い王朝”』（ポーランド語：Defilada）は、ポーランド人民共和国政府から派遣されたアンジェイ・フィディックによって制作された建国40周年パレードのドキュメンタリーである。中国国家主席の楊尚昆やブルガリア首相のゲオルギ・アタナソフが観覧した。

### 1998年
建国50周年を祝って行われた。合同楽隊は北朝鮮全域の陸海空3軍の軍楽隊から構成されていた。

### 2003年
独立55周年を記念したパレードはそれまでの10年以上の内で最も大規模な物になった。事前の予測は外れ、1時間半続いたパレード中に新型ミサイルは登場せず、中距離ミサイルのみが姿を見せた。このパレードは1976年から1977年まで北朝鮮首相を務めた朴成哲が公の場に姿を見せた最後の機会となった。

### 2008年
共和国建国60周年を祝うパレードに金正日総書記が姿を見せなかった事が注目を集め、彼の健康状態についての憶測を呼んだ。アメリカの複数の情報機関は金が脳卒中になった後「重篤な状態」である可能性があると見ており、パレードを欠席した理由であるとしている。
パレードそのものも労農赤衛隊のみの参加で行われ、行進と兵器の隊列に人員と装備を提供した。

### 2011年
独立63周年を記念して行われたパレードは金正日総書記と後継者の金正恩が共に登場した最後の機会であった。このパレードは金正日のロシアへの公式訪問からの帰国後に行われた。 2008年と同様に労農赤衛隊がパレード部隊の大部分を占めていた。

### 2013年
共和国建国65周年を記念してパレードが行われた。

### 2018年
2018年、北朝鮮は建国70周年を迎えた。パレードでは李永吉大将が検閲を行い、新型迷彩偵察車の導入が見られたが、異例な事に大陸間弾道ミサイルの登場は見送られた。ロシア連邦院のワレンチナ・マトヴィエンコ議長とモーリタニアのムハンマド・ウルド・アブデルアズィーズ大統領の他、キューバ、シリア、レバノン、パレスチナ国、ウガンダ、南アフリカ共和国の代表団が出席した。中国共産党中央委員会総書記の習近平は北朝鮮公式訪問中の9月9日に出席する予定だったが、キャンセルし、全国人民代表大会の栗戦書委員長を送った。アメリカのドナルド・トランプ大統領はICBMが登場しなかった事を念頭に朝鮮半島和平プロセスの成果として強調した。

### 2021年
9月9日の深夜にかけて建国73年を記念する民間及び安全武力閲兵式として開催され、文民、内務、準軍事組織によるパレードが行われた。このパレードには、朝鮮人民軍の地上部隊や関連する重火器も登場せず、各地の労働者や労農赤衛軍の部隊が登場した。その他、社会安全軍消防隊、高麗航空総局、鉄道省、金策製鉄聯合企業所、熙川蓮河機械聯合工場、興南肥料聯合企業所、楽園機械総合企業所、千里馬製鉄聯合企業所、龍城機械聯合企業所、順川地区青年炭鉱聯合企業所業、金正淑平壌紡績工場、、新型コロナウィルス防疫に対応する非常防疫戦線、保健省、国家科学院、文化関係者、金日成総合大学、金策工業総合大学、社会安全軍が参加した。国旗を持ったパラシュート隊が金日成広場に降り立ち、複数の航空機がフレアを発射しながら広場の上空を飛行した。金正恩は演説を行わず、党政治局委員・党宣伝煽動部長・勤労団体部長の李日煥が演説を行い、党政治局常務委員・組織担当書記の趙甬元が参加部隊の査閲を行った。

## 党創建日
朝鮮労働党創建日に開催されたパレード:

### 1995年
朝鮮労働党の結党50周年を祝うパレードは金正日が指導者となって初めて行われたパレードで、式典の中で崔光人民武力部長が基調演説を行った。

### 2000年
労働党結党55周年を祝うパレードが行われた。

### 2005年
労働党結党60周年を祝うパレードが行われた。

### 2010年
朝鮮労働党創立65周年を祝う軍事パレードでは金正日総書記の後継者である金正恩が初めて登場した。金正恩が朝鮮人民軍大将や朝鮮労働党中央軍事委員会副委員長に任命された2週間後の事である。これらの動きは金正恩の次期指導者の地位の確定を示す物として見られていた。今回は外国の報道機関の取材を完全に許可した最初のパレードであり、前例のない決定であった。朝鮮人民軍総参謀長の李英浩が基調演説を行ったこのパレードではS-300やHQ-9に似た地対空ミサイルが登場した。パレードでは 「金正日! 決死擁護！ 金正日! 一心団結！」というスローガンが唱和された。このパレードはメルセデス・ベンツ・600が観閲車として用いられた最後のパレードであった。

### 2015年
朝鮮労働党の70周年を記念して行われたパレードは前夜に発生した雷雨のため開始が数時間遅れた。無人航空機や弾道ミサイルなどの新兵器が登場しなかったこのパレードには中国共産党中央書記処常務書記の劉雲山が同席した。パレードのしばらく後、朝鮮労働党第7次大会の開催が発表された。

### 2020年
2020年に朝鮮労働党創立75周年を記念して行われたこのパレードは国内で新型コロナウイルス感染症が流行しているとみられるにもかかわらず開催され、多くの出席者やパレード部隊、観客にマスクを着用している者がいない事に注目していた。このパレードには金正恩国防大学が初めて参加した。学長がパレードの準備を担当し、「関連する経験」を持つ退役軍人が金正恩国防大学学生隊の旗手を務めた。
パレードのために金日成広場の閲兵台の改修が行われ、それまでパレードに用いられていた閲兵台に代わり新たな大理石製の閲兵台が設置された。また、それは真夜中に開催された最初のパレードであり、朝鮮人民軍の行進におけるフォーメーションとしてソビエト式のガチョウ足が復活した。多くの将校は2017年に導入されたロシア軍の軍服に類似したデザインの新たな儀礼用制服を着用していた。新しい制服は1945年モスクワ戦勝パレードで使用された物にも共通性が見られた。さらに、長年用いられた古典的なデザインに代わりデジタル迷彩を特徴とする新たな戦闘服がデビューした。大規模軍楽隊はパレード開始の際「10.10」、「1945」、「2020」という数字を形作るドリル演技をしながら演奏した。
このパレードで最も注目されたのは、兵器の隊列の中に2018年以来初めて登場した液体燃料式ICBM4機であった。また、このパレードではこれまで見られなかった新型の主力戦車も登場した。

## 解放記念日と戦勝記念日
祖国解放記念日と祖国解放戦争勝利記念日に開催されたパレード:

### 1949年と1953-60年
1949年の解放記念日のパレードは朝鮮民主主義人民共和国が建国されてから初めて行われたものである。 パレードは解放4周年を記念して平壌駅前で開催された。朝鮮戦争終結後の1953年からパレードが行われる様になり、1960年まで毎年続けられた。1960年のパレードは解放15周年を祝う物で、それ以降1985年までパレードは行われなくなった。

### 1985年
解放40周年記念式典の一部として行われたパレードには当時ソビエト連邦閣僚会議第一副議長であり、ソビエト連邦の崩壊後にアゼルバイジャンの大統領となるヘイダル・アリエフが出席した。北朝鮮のコクサン自走砲がパレードで披露された。その他にも金正日、呉振宇、ヴァシーリー・ペトロフ元帥（ソ連地上軍総司令官）などが出席した。

### 1993年
このパレードは朝鮮戦争休戦（戦勝）40周年を祝うために初めて行われた物で、その後の20年間は休戦（戦勝）記念パレードは行われなかった。

### 2013年
休戦（戦勝）60周年を祝うパレードは中国と北朝鮮の退役軍人団体の代表や習近平の代理として中華人民共和国副主席の李源潮が出席した。また、中国人民志願軍として北朝鮮側で戦った中国人志願者も参加していた。
李副主席以外には以下の要人が出席した。:
- 中国人民解放軍空軍元司令官、于振武（英語版）
- モンゴル国防次官、Avirmed Battor
- イラン・イスラム共和国軍}副司令官、Sayed Hamidreza Tabatabaei
- ウガンダ副大統領（英語版）、エドワード・セカンディ（英語版）
- ザンビア副大統領（英語版）、ガイ・スコット（英語版）
- シリア・バアス党副党首、アブドゥッラー・アル＝アフマル（英語版）

このパレードで労働党政治局員の禹東測が17か月ぶりに公の場に姿を見せた。朝鮮人民軍総政治局長の崔竜海が基調演説の中で「経済建設と国民生活の向上の優先する国家にとって平和な環境は重要である」と述べた。パレードの中でアメリカ製のMD 500ヘリコプターが登場した。

## 太陽節/光明星節
太陽節と光明星節に行われたパレード:

### 2002年4月
2002年のパレードは金日成生誕90周年を記念して行われた物で、21世紀になって初の「太陽節」パレードだった。この日のパレードは主として民兵が行進し、兵器の隊列はなかった。

### 2012年2月
2012年は金正日総書記の生誕70周年であった。 金正日の死と国葬の後、彼の誕生日が国家の祝日とされた上で初めて行われた物である。 金正恩が北朝鮮の最高指導者としての立場で臨んだ最初のパレードであり、錦繍山太陽宮殿の前庭で行われた。

### 2012年4月
2012年は金日成生誕100周年であった。その年の太陽節のパレードで北朝鮮の最高指導者となった金正恩が公の場で初めて演説した 。朝鮮人民軍はこのパレードでKN-08や無人航空機を初めて公開した。 BBCのジョン・サドワース記者は「兵士やロケット弾が通過する時に地面が揺れるのを感じる事ができた」パレードと表現している。兵器アナリストのマルクス・シラーは大陸間弾道ミサイルの登場とその外見に驚きをあらわにした。彼は以前に見たそれの「4分の1の大きさ」であったと指摘している。金正恩は指導者に就任後初の演説を20分間にわたって行った。「先軍の旗を高く掲げ最後の勝利に向けて力強く戦って行こう」と題されたこの演説は「最後の勝利に向かって前へ」という歌の歌詞の元となった。

### 2017年
2017年に金日成生誕105周年を記念したパレードが行われた。平壌で行われた生誕105周年記念パレードでは暗視ゴーグルやボディアーマーなどの近代的な戦闘装備を身につけた朝鮮人民軍特殊作戦軍が朝鮮人民軍の一部として行進した。朝鮮中央テレビはこの新部隊をアメリカ海軍の特殊部隊であるNavy SEALsと比較し、ライトニング・コマンドスという名称で説明した。 このパレードでは北極星2号と火星12が初披露された。グリゴレ・ノヴァクが率いるモルドバ共和国社会党の代表団をはじめとした世界の社会主義政党からの代表団が出席した。このパレードでは初めて行進する軍部隊の名称及び指揮官名がアナウンスされた。

## 党大会記念軍事パレード

### 2021年1月
2021年1月14日に朝鮮労働党第8次大会を記念してパレードが行われた。それは夕方の6時頃に始まり、2時間以上続いた。このパレードでは国防相の金正官大将が基調演説を行い、朝鮮労働党中央軍事委員会副委員長である李炳鉄元帥は観閲官を務めた。パレードの主役となったのは朝鮮人民軍が「世界で最も強力な兵器」と宣言した新型の潜水艦発射弾道ミサイル「北極星5号」であった。しかし、大陸間弾道ミサイルは登場しなかった。
翌日、大韓民国軍合同参謀本部が平壌中心部におけるパレードの兆候を察知した事を発表した事を受け、朝鮮労働党宣伝扇動部副部長の金与正が「1月10日深夜に北による軍事パレードを捕捉したという無意味な発言」をした事について、韓国を「気持ち悪い」と非難する声明を発表した 数日後にはパレードに登場した兵器と関連した情報を分析していると述べた日本の岸信夫防衛大臣の声明を批判する別の政府声明が発表された。

## その他のパレード

### 1972年6月
1972年6月6日、北朝鮮北東部の国境地帯にある両江道恵山市で平壌以外では初めてとなる特別パレードが行われた。これは東北抗日聯軍の支援を受けた朝鮮人民革命軍が普天郡に拠点を置いていた日本軍を撃破した普天堡の戦いから35周年になるのを記念したものだった。
パレードには金日成と後に日成の後継者となる金正日が出席し、道の労働党書記が司会を務めた。また、恵山広場で行われたパレードでは党中央委員会委員で後に総政治局長に就任した李勇武が演説を行った。

### 2016年5月
2016年5月10日、朝鮮労働党第7次大会の終了後に、文民によるパレードが行われた。